# Птеростилис
Птеростилис (лат. Pterostylis) — род однодольных растений семейства Орхидные (Orchidaceae). Выделен британским ботаником Робертом Броуном в 1810 году.

## Распространение
Известны от индонезийской провинции Малуку до Новой Зеландии, включая Австралию, Новой Каледонию и остров Новая Гвинея. Существенная часть видового разнообразия приходится на Австралию, большая часть местных видов — эндемики.

## Общая характеристика
Наземные травянистые растения.
Корневище с клубнями; корни нитевидные.
Листья стеблевые или базальные.
Соцветие кистевидное, несёт один или несколько цветков со свободно размещённой губой. Отличительная особенность цветка — наличие особого шлемовидного лепестка (англ. galea). Цветки у большей части видов опыляются насекомыми, и особое расположение губы и шлемовидного лепестка служит своеобразной ловушкой для насекомого-опылителя, которое вылетает из цветка, только полностью опылив его.

## Классификация
Согласно различным источникам, в составе рода Птеростилис выделяют 120—215 видов растений. Типовой вид — Pterostylis curta R.Br..